# Autocesta A6
L'autostrada A6 (in croato Autocesta A6) è un'autostrada croata, che collega Bosiljevo con Fiume.